# Rughidia cordatum
Rughidia cordatum är en flockblommig växtart som först beskrevs av Isaac Bayley Balfour, och fick sitt nu gällande namn av M.F.Watson och E.L.Barclay. Rughidia cordatum ingår i släktet Rughidia och familjen flockblommiga växter. Inga underarter finns listade i Catalogue of Life.